# Rick Leach
Rick Leach (Arcadia, 28 de Dezembro de 1964) é um ex-tenista profissional estadundense, ele foi N. 1 em duplas pela ATP.

## Grand Slam finais (12)

### Duplas (5 títulos)
| Ano  | Campeonato          | Parceiro       | Oponentes                    | Placar                       |
| 1988 | Australian Open     | Jim Pugh       | Jeremy Bates Peter Lundgren  | 6–3, 6–2, 6–3                |
| 1989 | Australian Open (2) | Jim Pugh       | Darren Cahill Mark Kratzmann | 6–4, 6–4, 6–4                |
| 1990 | Wimbledon           | Jim Pugh       | Pieter Aldrich Danie Visser  | 7–6(7–5), 7–6(7–4), 7–6(7–5) |
| 1993 | U.S. Open           | Ken Flach      | Martin Damm Karel Nováček    | 6–7(3–7), 6–4, 6–2           |
| 2000 | Australian Open (3) | Ellis Ferreira | Wayne Black Andrew Kratzmann | 6–4, 3–6, 6–3, 3–6, 18–16    |

### Duplas (7 vices)
| Ano  | Campeonato      | Parceiro       | Oponentes                      | Placar                       |
| 1988 | U.S. Open       | Jim Pugh       | Sergio Casal Emilio Sánchez    | W/O                          |
| 1989 | Wimbledon       | Jim Pugh       | John Fitzgerald Anders Järryd  | 6–3, 6–7(4–7), 4–6, 6–7(4–7) |
| 1991 | Roland Garros   | Jim Pugh       | John Fitzgerald Anders Järryd  | 0–6, 5–7                     |
| 1992 | Australian Open | Kelly Jones    | Todd Woodbridge Mark Woodforde | 4–6, 3–6, 4–6                |
| 1992 | U.S. Open (2)   | Kelly Jones    | Jim Grabb Richey Reneberg      | 6–3, 6–7(2–7), 3–6, 3–6      |
| 1995 | Wimbledon (2)   | Scott Melville | Todd Woodbridge Mark Woodforde | 5–7, 6–7(8–10), 6–7(5–7)     |
| 2000 | U.S. Open (3)   | Ellis Ferreira | Lleyton Hewitt Max Mirnyi      | 4–6, 7–5, 6–7(5–7)           |

## Grand Slam Duplas Mistas finals (9)

### Duplas Mistas (4 títulos)
| Ano  | Campeonato          | Parceira        | Oponentes                                      | Placar        |
| 1990 | Wimbledon           | Zina Garrison   | John Fitzgerald Elizabeth Smylie               | 7–5, 6–2      |
| 1995 | Australian Open     | Natasha Zvereva | Gigi Fernández Cyril Suk                       | 7–6, 6–7, 6–4 |
| 1997 | Australian Open (2) | Manon Bollegraf | John-Laffnie de Jager Larisa Savchenko Neiland | 6–3, 6–7, 7–5 |
| 1997 | U.S. Open           | Manon Bollegraf | Mercedes Paz Pablo Albano                      | 3–6, 7–5, 6–3 |

### Duplas Mistas (4 vices)
| Ano  | Campeonato        | Parceira                 | Oponentes                      | Placar        |
| 1990 | Australian Open   | Zina Garrison            | Jim Pugh Natasha Zvereva       | 6–4, 2–6, 3–6 |
| 1989 | U.S. Open         | Meredith McGrath         | Shelby Cannon Robin White      | 6–3, 2–6, 5–7 |
| 1996 | U.S. Open (2)     | Manon Bollegraf          | Patrick Galbraith Lisa Raymond | 6–7, 6–7      |
| 1999 | Roland Garros (2) | Larisa Savchenko Neiland | Piet Norval Katarina Srebotnik | 3–6, 6–3, 3–6 |